# يطلق عليه الحب
يطلق عليه الحب (بالكورية: 사랑이라 말해요) هو مسلسل ويب كوري جنوبي، من بطولة لي سونغ كيونغ، كيم يونغ كيونغ. عرض على ديزني + من 22 فبراير الى 12 أبريل 2023.

## القصة
تصل حياة وو- جو للحضيض عندما تعلم بخيانة والدها. بعد وفاة الأب، تطرد من المنزل من قبل عشيقة والدها، تخطط وو-جو للانتقام، لكنها تقع في حب دونغ-جين، ابن عشيقة والدها الراحل.

## طاقم

### رئيسي
- لي سونغ كيونغ في دور شيم وو-جو[3]
- كيم يونغ كوانغ في دور هان دونغ-جين[4]
- سونغ-جون في دور يون-جون[5]
- آهن هي ايون في دور كانغ مين-يونغ[6]
- كيم يي-وون في دور شيم هاي سيوتغ[7]

### دور داعم
- سيو دونغ-وون في دور تشا يونف-مين[8]
- يارك جين-اه في دور هيون جي هيونغ
- يون جي-هيونغ في دوو كانغ-جون[9]
- نام جي-آي في دور ما هي-جا[10]
- سونغ يونغ في دور كيم يو-ري [11]

## روابط خارجية
- الموقع الرسمي
 (بالكورية)
- يطلق عليه الحب على موقع IMDb (الإنجليزية)
- يطلق عليه الحب على موقع فيلمافينيتي (الإسبانية)
- يطلق عليه الحب على موقع قاعدة بيانات الفيلم (الإنجليزية)